# Glenopteris herbidalis
Glenopteris herbidalis là một loài bướm đêm trong họ Noctuidae.